# Terra di Lavoro

Wappen der Provinz Terra di Lavoro

Die Terra di Lavoro (auch bekannt als Campania felice, vom lateinischen Campania felix) ist eine historisch-geografische Region in Süditalien, die auch Teile von Latium adiectum und Samnium umfasste. Später wurde sie in die heutigen Regionen Kampanien, Latium und Molise unterteilt.
Im Laufe der Zeit veränderten sich die Grenzen des Gebiets. Es gehörte einst zu den Provinzen des Königreichs Sizilien und des Königreichs Neapel, später zum Königreich beider Sizilien und schließlich zum Königreich Italien. Die faschistische Regierung löste die Provinz Terra di Lavoro schließlich per Königlichem Dekret vom 2. Januar 1927 auf und teilte das Gebiet auf mehrere Provinzen auf.

## Etymologie

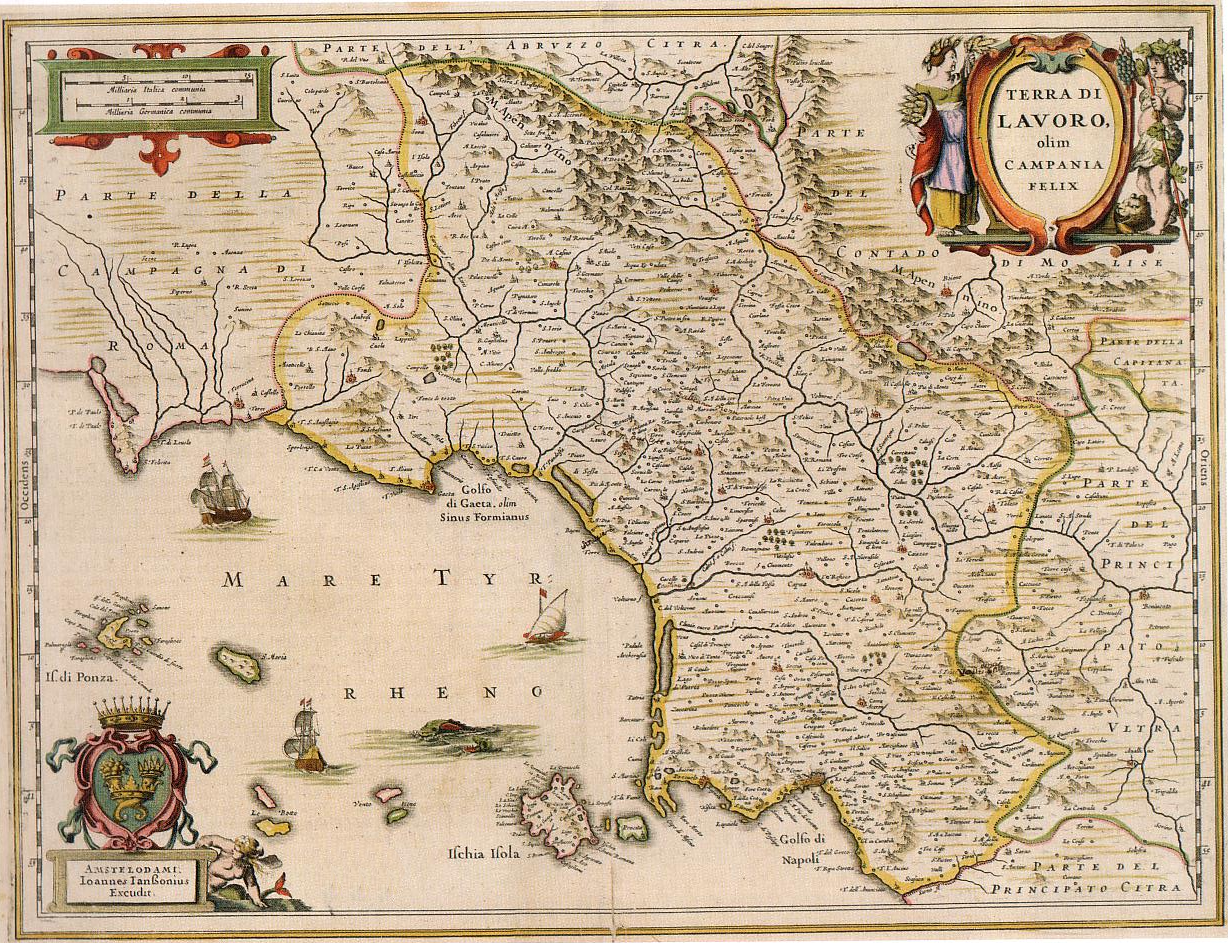
J. Jansson, Landkarte von „Terra di Lavoro olim Campania Felix“ „Atlantis majoris“, Amsterdam 1660

Zunächst bezeichneten die Lateiner das Gebiet als Campi Leburini (später Laburini) und Terrae Leboriae (später Laboriae), bevor sich der Toponym Terra Laboris einbürgerte.
Sein Gebiet umfasste weitgehend die Regionen des antiken Kampanien und die südlichen Gebiete Latiums, wie das Fürstentum Capua, das Herzogtum Neapel, das Herzogtum Gaeta und das Herzogtum Sorrent. Mit der Ankunft von Roger II. und der Eroberung des Mezzogiorno wurden diese Gebiete Teil der Terra di Lavoro.
Der Ausdruck wurde erstmals im 1. Jahrhundert n. Chr. von Plinius dem Älteren in seinem Werk Naturalis Historia, das zwischen 23 und 79 n. Chr. geschrieben wurde, verwendet und bezieht sich auf das Gebiet, das den Griechen als Phlegräische Felder bekannt war. Nach Plinius dem Älteren scheint der Toponym jedoch nicht mehr verwendet zu werden, da er aus den Dokumenten bis mindestens zum 7. oder 8. Jahrhundert verschwindet. Ein Dokument aus dem Jahr 786 zitiert wörtlich Liburia und beschreibt einen Pakt zwischen Arechi, dem langobardischen Herzog von Benevento, und dem Herzog von Neapel Gregorios II. im Hinblick auf die Ankunft Karls des Großen. Im Laufe der Jahrhunderte haben sich die Grenzen des bezeichneten Gebiets auf ein viel größeres Gebiet als das ursprüngliche ausgedehnt.
Im 11. Jahrhundert erfolgte die Ersetzung des Toponyms Laboriae durch Terra Laboris. Eine erste Erwähnung des neuen Namens findet sich in einer Urkunde aus dem Jahr 1092, deren Echtheit jedoch umstritten ist. Es handelt sich um eine Schenkung, die der Graf Goffredo von Caserta an seine Tochter Rachilde gemacht hatte. Mit der Änderung des Namens änderten sich ebenfalls die Grenzen des Gebiets, die erneut erweitert wurden. Das Gebiet hatte in der Tat weiter expandiert und wurde in der feudalen normannischen Unterteilung als Kampanien bezeichnet. Dies wird durch eine klare Aussage des französischen Königs Philipp August bestätigt, während er im Jahr 1191 auf seinem Marsch von Otranto nach Rom feststellt, dass die Grenze zwischen Apulia (dem früheren Herzogtum Apulien) und der Terra Laboris bei Sanctus Luctredus (d. h. bei Sant’Eleuterio, dem antiken Aequum Tuticum, in der Nähe von Ariano Irpino) verlief. Dies beweist, dass Terra Laboris damals grundsätzlich das Gebiet Kampaniens bezeichnete. Emblematisch tragen auch Karten aus der Zeit zwischen 1500 und 1700 die Bezeichnung Terra Laboris olim Campania felix.
Interessanterweise hat Flavio Biondo im 15. Jahrhundert versucht, die Schritte zu identifizieren, die zur Änderung des Namens von Campania zu Leboriae und dann zu Terra di Lavoro geführt haben. Allerdings fehlt seiner Theorie jegliche dokumentarische Grundlage. Der Humanist aus Forlì verweist darauf, dass die lokale Bevölkerung sich nicht mehr mit dem antiken Capua identifizieren möchte, da es ein Feind Roms war. Dies ist der Grund für die Wiedereinführung des Begriffs Leborini, der den Namen einer früheren kampanischen Bevölkerung darstellt. Daher erhielt das Gebiet den Namen Leborio oder Terra di Lebore. Der zweite Name, der nicht sehr prägnant ist, wäre in Terra di Labore geändert worden.
Scipione Mazzella erwähnt in seiner Descrittione del regno di Napoli (Beschreibung des Königreichs Neapel) das Toponym Campi Leborini (oder Leborini Campi), das er mit dem Gebiet bei Capua identifiziert. Eine direkte Ableitung von Leboriae aus dem lateinischen Wort labor wird von den meisten Wissenschaftlern abgelehnt. Eine morphologische Analyse zeigt, dass die thematischen Grundlagen der beiden Wörter divergieren. Es erfolgt hierbei eine Verschiebung von Nominativ zu Genitiv, welche aufgrund ähnlicher Fälle im Mittelmeerraum auf einen vorlateinischen Ursprung des Begriffs Leboriae hinweist. Der Übergang von Leboriae zu Laboris und damit zu Terra Laboris beruht nicht auf einem gemeinsamen sprachlichen Ursprung, sondern wurde durch ein Phänomen der Assonanz unterstützt, welches durch die charakteristische Fruchtbarkeit des Gebiets zur Durchsetzung dieses Toponyms gegenüber anderen geführt hat.

## Geschichte

### Antike

Campania antica

Regionen des augusteischen Italiens

In der Antike wurde ein großer Teil der Terra di Lavoro als Campania felix bezeichnet, wobei felix für den Reichtum und die Fruchtbarkeit der Region stand. Der Name Campania (Kampanien), der auf das 5. Jahrhundert v. Chr. zurückgeht, ist klassischen Ursprungs. Die am meisten anerkannte Hypothese besagt, dass sich der Name von den antiken Einwohnern von Capua ableitet. Von der Definition Capuani (Einwohner von Capua) aus würde man Campani und damit Kampanien erhalten. Außerdem erwähnen sowohl Titus Livius als auch Polybius einen Ager Campanus, der eindeutig auf Capua und das umliegende Gebiet verweist. Nach der territorialen Neuordnung der italischen Halbinsel unter Augustus dehnte sich der Begriff Campania über seine ursprünglichen Grenzen hinaus aus und umfasste ein bedeutend größeres Gebiet als das Territorium um Capua. Der Begriff Campania wurde vermutlich aufgrund des Begriffs Campus eingeführt, um ein allgemeines Tieflandgebiet zu bezeichnen. Später begann dieser Begriff sich auch auf den Tieflandteil von Latium zu beziehen und wurde als Campania di Roma oder später Campagna Romana bezeichnet. In diesem Zusammenhang wurde dem Namen Campania das Adjektiv felix hinzugefügt. Er wurde von Plinius dem Älteren eingeführt, der es für notwendig hielt, Campania Antiqua vom umfassenderen Konzept von Campania zu unterscheiden, welches auch das sogenannte Campania Nova (Campania di Roma) einschloss. Das Attribut „felix“ nicht als Hinweis auf die Grausamkeit des Territoriums verwendet, sondern zur eindeutigen Identifizierung eines bestimmten Gebietsabschnitts: Campania di Capua.
Das antike Kampanien, eingebettet zwischen dem Apennin und dem Tyrrhenischen Meer, war im Süden durch den Fluss Sele und im Norden durch den Fluss Garigliano (die Stadt Sinuessa, wie von Plinius dem Älteren beschrieben) begrenzt.
Im Jahr 7 n. Chr. teilte Augustus das römische Italien in elf Regiones auf. Kampanien, zusammen mit Latium, war die erste von ihnen: die Regio I Latium et Campania.

### Frühmittelalter

Die Staaten Kampaniens um das Jahr 1000

Die Festlegung klarer Grenzen für Leboria ist eine komplexe Herausforderung. Im Frühmittelalter, als dieses Gebiet zwischen den Herzogtümern Benevento und Neapel umstritten war, konnten die Grenzen wie folgt festgelegt werden: Im Norden wurde die Grenze durch den Fluss Clanio festgelegt, während sie im Süden durch eine Ideallinie verläuft, welche die Ortschaften Caibanus, Carditum, Fratta, Villam Casandrini und Grumi miteinander verbindet. Im Laufe der Zeit haben sich die Grenzen kontinuierlich erweitert und weitere Gebiete erfasst. Zu dem Kerngebiet zwischen dem Clanio und den Phlegräische Feldern fügten sich im Norden die Gebiete bis zum Volturno sowie im Süden und Osten der Ager Neapolitanus und das Territorium Nolanum hinzu.
Seit dem 7. Jahrhundert wurde ein erheblicher Teil des Herzogtums Neapel als Liburia oder Liguria bezeichnet. Der Herzog von Neapel eroberte im Jahr 715 Cuma von den Langobarden und besetzte auch die leborischen Gebiete, die seitdem als Liburia Ducalis, seu de partibus militiae bekannt waren. Als die Macht des Byzantinischen Reiches über die italienische Halbinsel schwächer und damit die Unabhängigkeit seiner Vasallen größer wurde, erweiterten die Herzöge von Neapel schrittweise ihr Herrschaftsgebiet: Liburia beschränkte sich anfangs auf die Ebene von Quarto, wurde jedoch bis Liternum ausgedehnt, wo es entlang des Flusses Clanio die Grenze zum capuanischen Gebiet bildete. Anschließend reichte es bis nach Avella und umkreiste die Hänge des Vesuvs, bevor es über die Villa di Portici hinunter zum Golf von Neapel führte.
Die Langobarden begannen ebenfalls, einen Teil ihres Landes mit dem Toponym Liburia zu verbinden, besonders die an das neapolitanische Liburia angrenzenden Gebiete. So wurden gemäß Brauch auch die Gebiete von Nola, Acerra, Suessola und Avella als Laborini bezeichnet. Später taucht das Toponym Liburia auch in Dokumenten auf, die eine Verbindung zu anderen Gebieten des Herzogtums Neapel in Richtung Amalfi haben.
In der langobardischen Epoche dehnte sich das Gebiet namens Liburia schließlich auf die unmittelbar umliegenden Gebiete aus. Ende des 11. Jahrhunderts, in der normannischen Epoche, erweiterte es sich auf das, was im Königreich Sizilien als Terra di Lavoro bezeichnet wurde. Unter den Normannen und Staufern setzte sich der Name Terra di Lavoro durch, während der Name Liburia nicht mehr gebräuchlich war.

### Das Fürstentum Capua

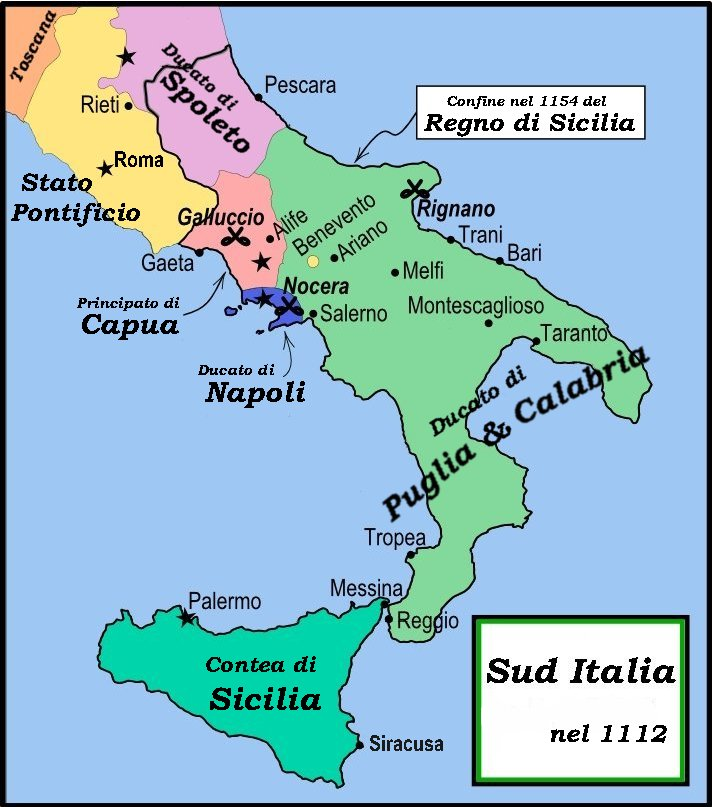
Süditalien um 1112. In Grün die Normannenstaaten, in Rosa das Fürstentum Capua

Im Mittelalter war das Gebiet Liburia Sitz des Fürstentums Capua, das bis zur endgültigen Angliederung an das Königreich Sizilien im Jahr 1059 als autonomes Staatsgebilde unter der Herrschaft der Langobarden und dann der Normannen stand.
Im 12. Jahrhundert entstand mit der Ankunft der sizilianischen Normannen eine neue Unterteilung Süditaliens: Roger II. teilte zunächst seine kontinentalen Territorien in drei Herzogtümer auf: Apulien, Kalabrien und Terra di Lavoro.
Liburia oder Liboriae bezeichnete früher den südlichen Teil Kampaniens zwischen den phlegräische Feldern und dem Fluss Clanio. Das Zentrum dieser Region war die Burg von Aversa, von der aus die Normannen die Eroberung des Gebiets vorantrieben.
Zur Zeit Wilhelms I. umfasste die Terra di Lavoro neben der heutigen Provinz Caserta verschiedene Gebiete: Im Süden gehörten dazu Neapel, der Agro Nolano und ein Teil des Caudina-Tals. Im Norden zählten das Garigliano-Tal und das mittlere Liri-Tal zu dem Territorium. Im Osten erstreckte sich das Gebiet zwischen den Quellen des Volturno und dem Telesina-Tal.
Zu diesem Zeitpunkt war Terra di Lavoro jedoch keine autonome Region, sondern zusammen mit Apulien eine einzige verwaltungsrechtliche Einheit namens Tota Apulia et Terra Laboris.

### Das friderizianische Giustizierato

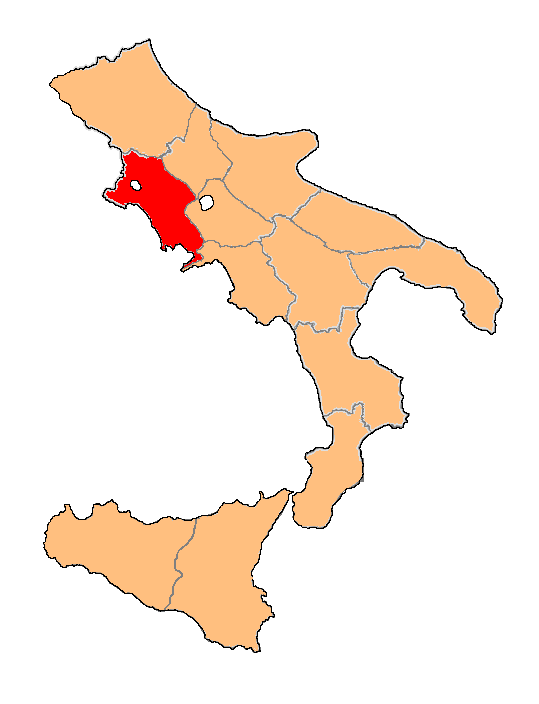
Das Giustizierato von Terra di Lavoro im Königreich Sizilien, um 1250

Im Jahr 1221 richtete Friedrich II., der bereits seit einiger Zeit versuchte, die Feudalherrschaft zugunsten der königlichen Macht einzuschränken, den Justitiaratus Molisii et Terre Laboris ein. Dieser Verwaltungsbezirk gehört zu den Giustizierati, in die die Territorien des Königreichs aufgeteilt wurden. Im Zuge eines Prozesses der Verwaltungszentralisierung und aufgrund des Willens des Souveräns wurden die kaiserlichen Gerichtsbezirke gemäß den Konstitutionen von Melfi im Jahr 1231 einem Vertreter der königlichen Macht, dem Großgiustiziere, übertragen. Dadurch überlappte sich die Autorität des Königs mit der der Feudalherren. Die Terra di Lavoro und der Contado di Molise wurden bis zum 16. Jahrhundert gemeinsam verwaltet und hatten denselben Giustiziere. Im Jahr 1538, während der Herrschaftszeit der Aragonier, wurde der Contado di Molise von der Terra di Lavoro getrennt und endgültig mit der Capitanata zusammengelegt.
Mit der Schaffung des Giustizieratos wurde das Toponym „Terra di Lavoro“ zum offiziellen Namen eines lange existierenden Verwaltungsbezirks, der erst im 20. Jahrhundert aufgelöst wurde. Außerdem wurden die zuvor überwiegend variablen Grenzen erstmals formal definiert. Die Grenzen, die zwar nie gegen Veränderungen und Anpassungen gefeit waren, umschrieben ein bestimmtes Gebiet mit einer eigenen Identität.
Im 13. Jahrhundert, zur Zeit der Staufer, erreichte die Terra di Lavoro ihre größte Ausdehnung. Dieses Gebiet umfasste das zwischen dem Tyrrhenischen Meer, dem Apenninkamm, dem Fluss Sarno und dem südlichen Abschnitt des Roveto-Tals eingeschlossene Reichsterritorium. Mehrere Gemeinden, die von den Regi Lagni durchquert wurden (darunter auch solche, die zur heutigen Metropolitanstadt Neapel gehören, wie Casoria, Afragola, Acerra, Caivano und zumindest ein Teil des Gebiets von Casalnuovo di Napoli, Pomigliano d’Arco und Brusciano), gehörten ebenfalls zum Giustizierato. Sie lagen in der weiten Schwemmebene, die vom Flussbecken des Clanio gebildet wurde und somit im Herzen des antiken Campania felix lagen. Zu dieser Ebene gehören auch Cardito, Grumo Nevano, Frattamaggiore und Frattaminore, sowie vermutlich das Gebiet, in dem sich die Stadt Atella befand. Das Gebiet umfasste auch die aufgelösten Gemeinden Secondigliano (mit den heutigen neapolitanischen Bezirken Secondigliano, Scampia und Miano) und San Pietro a Patierno (mit dem gleichnamigen neapolitanischen Bezirk) sowie den flachen Teil der aufgelösten Gemeinde Chiaiano und ihrer Casali (mit den heutigen neapolitanischen Bezirken Chiaiano, Marianella und Piscinola), zu denen auch ein großer Teil der Camaldoli-Hügel an der Grenze zu den Phlegräischen Feldern gehört.
Im Jahr 1295 ernannte König Robert von Anjou einen seiner Verwandten, einen Ritter namens Goffredo de Nantolio (auch bekannt als Gaucher I., Gauthier de Nanteuil oder latinisiert Galcherio oder Galcherus de Nantolio), der sich während der Vesperkriege ausgezeichnet hatte, zum Vizekönig von Terra di Lavoro. Goffredo war der Ehemann von Violante d’Artus, Tochter von Raimondo, Graf von Albe und Celano.

### Modernes und zeitgenössisches Zeitalter

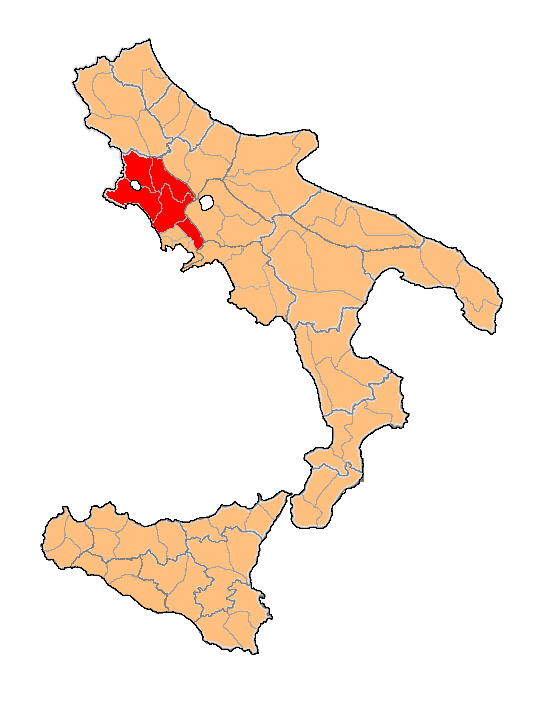
Die Provinz Terra di Lavoro im Königreich beider Sizilien (1816–1861)

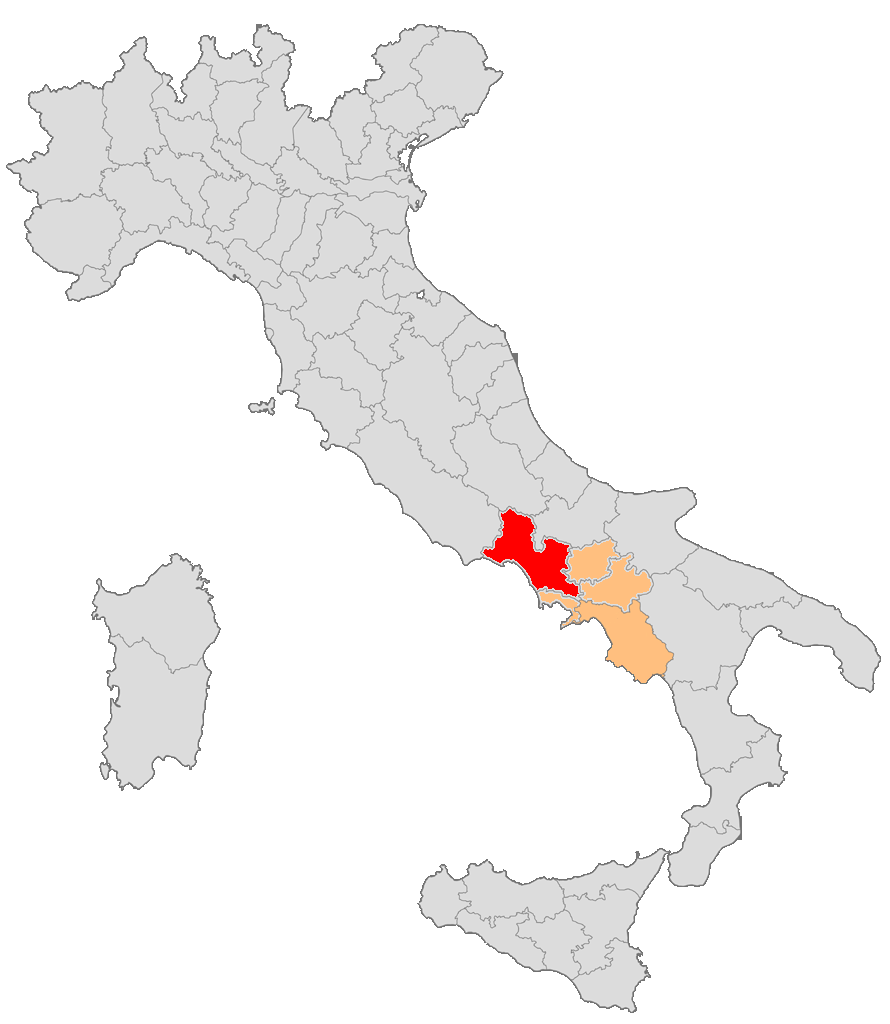
Die Provinz Terra di Lavoro im Königreich Italien

Mit dem Gesetz Nr. 132 von 1806 über die Aufteilung und Verwaltung der Provinzen des Königreichs Neapel (Sulla divisione ed amministrazione delle province del Regno), das am 8. August desselben Jahres verabschiedet wurde, reformierte Joseph Bonaparte die territoriale Aufteilung des Königreichs nach französischem Vorbild und schaffte das Feudalsystem ab. Zwischen 1806 und 1811 wurden durch eine Reihe von königlichen Dekreten die Provinzen eingerichtet, indem die zugehörigen Gemeinden, territorialen Grenzen sowie Namen der Bezirke und Kreise definiert wurden.
In den Jahren 1860–61 wurden die Provinz und das gesamte Königreich beider Sizilien in das Königreich Italien eingegliedert; die Provinz blieb auch im neuen Einheitsstaat eine Verwaltungseinheit der ersten Ebene. Im Jahr 1927 wurde im Rahmen einer allgemeinen Neuordnung der Provinzbezirke nach den Vorstellungen des faschistischen Regimes die Auflösung der historischen Verwaltungseinheit beschlossen.
Mit Gesetzesdekret vom 11. Juni 1945 richtete König Umberto II. die Provinz unter dem neuen Namen Provinz Caserta und in verkleinerter Form wieder ein. Von den bei der Auflösung 1927 zur Provinz Terra di Lavoro gehörenden 192 Gemeinden, wurden lediglich 82 der neuen Provinz Caserta unterstellt.
Das ehemalige Gebiet der Terra di Lavoro ist in der 1946 ausgerufenen Republik Italien administrativ zwischen Kampanien (Provinz Caserta und ein Teil der Metropolitanstadt Neapel), Latium (die südlichen Hälften der beiden Provinzen Frosinone und Latina, zusammen als Lazio meridionale bekannt) und Molise (ein kleiner Teil der Provinz Isernia) aufgeteilt.